# Condado (kommun i Brasilien, Pernambuco, lat -7,59, long -35,09)
Condado är en kommun i Brasilien.   Den ligger i delstaten Pernambuco, i den östra delen av landet, 1 700 km nordost om huvudstaden Brasília. Antalet invånare är 24 298.
Följande samhällen finns i Condado:
- Condado

Omgivningarna runt Condado är en mosaik av jordbruksmark och naturlig växtlighet. Runt Condado är det ganska tätbefolkat, med 149 invånare per kvadratkilometer.